# PlayStation Vue
PlayStation™ Vue, lançado em 18 de março de 2015, foi um serviço de vídeo do PlayStation. Disponível inicialmente pelos videogames PlayStation 4 e PlayStation 3, a ferramenta era voltada a clientes que procuram alternativas mais baratas para a TV a cabo e tem pacotes a partir de US$ 50.
PlayStation™ Vue era um serviço de stream que transmite TV ao vivo, filmes, e esportes numa variedade de dispositivos sem uma assinatura por cabo ou satélite. Estava disponível em todos os 50 estados dos Estados Unidos. Sem data de previsão para o Brasil.
O serviço foi encerrado em 30 de janeiro de 2020.